# 邁德里薩
34°54′N 1°14′E / 34.900°N 1.233°E

邁德里薩（阿拉伯语：‎），是阿爾及利亞的城鎮，位於該國北部提亞雷特省，由艾因凱爾邁斯區負責管轄，面積265平方公里，海拔高度1,106米，2008年人口15,293，人口密度每平方公里58人。